# 延妮·希里科斯基
延妮·希里科斯基（芬蘭語：Jenni Hiirikoski，1987年3月30日—），芬兰女子冰球运动员。她曾代表芬兰参加2010年、2014年、2018年和2022年冬季奥林匹克运动会冰球比赛，共获得三枚铜牌。